# Acrocercops albinatella
Acrocercops albinatella là một loài bướm đêm thuộc họ Gracillariidae. Nó được tìm thấy ở Québec và Hoa Kỳ (bao gồm Maryland, New York, Maine, Georgia, Florida, Missouri, Ohio, Kentucky và Texas).
Ấu trùng ăn Quercus alba, Quercus laevis, Quercus obtusiloba, Quercus rubra, và Quercus stellata. Chúng ăn lá nơi chúng làm tổ.